# Кубок Тото
Кубок ізраїльської ліги з футболу (Кубок Тото, івр. גביע הטוטו, Ґвіа-га-Тото) — футбольне змагання, що проводиться в Ізраїлі з 1982 року.

## Історія
1982 року було створено новий футбольний турнір — Кубок ізраїльської ліги, переможцями якого двічі поспіль стало «Маккабі» (Нетанья).
1984 року назва турніру була змінена на «Кубок Тото» в честь спонсора, а сам турнір був розділений на два окремих кубка — в першого дивізіону і другого.
1999 року була створена Ізраїльська Прем'єр-ліга, через що клуби першого і другого дивізіону стали виступати в об'єднаному кубку, а у другому кубку виступали представники третього дивізіону — Ліги Арціт, але вже з 2004 року розігрувалося три окремих клубки, по одному для кожного дивізіону.
2009 року Лігу Арціт було скасовано і знову залишилось лише два окремих турніри.
У сезоні 2013/14 року турнір вперше в історії не відбувся через футбольні суперечки.

### Переможці
| сезон   | Перший дивізіону        | Другий дивізіон             | Третій дивізіон             |
| ------- | ----------------------- | --------------------------- | --------------------------- |
| 1982-83 | «Маккабі» (Нетанья)     | Спільно з Першим дивізіоном | Спільно з Першим дивізіоном |
| 1983-84 | «Маккабі» (Нетанья)     | Спільно з Першим дивізіоном | Спільно з Першим дивізіоном |
| 1984-85 | «Маккабі» (Явне)        | «Хапоель» Ашкелон           | не проводився               |
| 1985-86 | «Хапоель» (Петах-Тіква) | «Хапоель» Хадера            | не проводився               |
| 1986-87 | «Шімшон» Тель-Авів      | «Хапоель» Хайфа             | не проводився               |
| 1987-88 | «Шімшон» Тель-Авів      | «Хапоель» Бат-Ям            | не проводився               |
| 1988-89 | «Хапоель» Беер-Шева     | «Хапоель» Хадера            | не проводився               |
| 1989-90 | Хапоель (Петах-Тіква)   | Маккабі (Петах-Тіква)       | не проводився               |
| 1990-91 | «Хапоель» Петах-Тіква   | Маккабі (Петах-Тіква)       | не проводився               |
| 1991-92 | «Бней-Єгуда»            | «Маккабі» Яффа              | не проводився               |
| 1992-93 | «Маккабі» Тель-Авів     | «Маккабі» Яффа              | не проводився               |
| 1993-94 | «Маккабі» Хайфа         | «Бейтар» Тель-Авіві         | не проводився               |
| 1994-95 | Маккабі (Петах-Тіква)   | «Хапоель» Бат-Ям            | не проводився               |
| 1995-96 | «Хапоель» Беер-Шева     | «Хакоах» Рамат-Ган          | не проводився               |
| 1996-97 | «Бней-Єгуда»            | «Хакоах» Рамат-Ган          | не проводився               |
| 1997-98 | «Бейтар»                | «Маккабі» Яффо              | не проводився               |
| 1998-99 | «Маккабі» Тель-Авів     | «Хакоах» Рамат-Ган          | не проводився               |
| 1999-00 | Маккабі (Петах-Тіква)   | Спільно з Першим дивізіоном | «Хапоель» Рамат-Ган         |
| 2000-01 | «Хапоель» Хайфа         | Спільно з Першим дивізіоном | «Маккабі» Кафр-Кана         |
| 2001-02 | «Хапоель» Тель-Авів     | Спільно з Першим дивізіоном | «Хапоель» Ашкелон           |
| 2002-03 | «Маккабі» Хайфа         | Спільно з Першим дивізіоном | «Хапоель» Ашкелон           |
| 2003-04 | Маккабі (Петах-Тіква)   | Спільно з Першим дивізіоном | «Хапоель Нір»               |
| 2004-05 | «Хапоель» Петах-Тіква   | «Маккабі» Нетанья           | «Хапоель» Ашкелон           |
| 2005-06 | «Маккабі» Хайфа         | «Хапоель» Акко              | «Хапоель» Рамат-Ган         |
| 2006-07 | «Маккабі» Герцлія       | «Хапоель» Кір'ят-Шмона      | «Хапоель» Рамат Ган         |
| 2007-08 | «Маккабі» Хайфа         | «Хапоель» Петах-Тіква       | «Іроні» Кір'ят-Ата          |
| 2008-09 | «Маккабі» Тель-Авів     | «Хапоель» Беер-Шева         | «Хапоель Марморек»          |
| 2009-10 | «Бейтар»                | «Хапоель» Кір'ят-Шмона      | не проводився               |
| 2010-11 | «Хапоель» Кір'ят-Шмона  | «Хапоель Нір»               | не проводився               |
| 2011-12 | «Хапоель» Кір'ят-Шмона  | «Хапоель» Рамат Ган         | не проводився               |
| 2012-13 | «Хапоель» Хайфа         | «Хапоель» Рішон-ле-Ціон     | не проводився               |
| 2013-14 | не проводився           | не проводився               | не проводився               |
| 2014-15 | «Маккабі» Тель-Авів     | «Хапоель Бней-Лод» Лод      | не проводився               |
| 2015-16 | Маккабі (Петах-Тіква)   | «Хапоель» Ашкелон           | не проводився               |
| 2016-17 | Хапоель (Беер-Шева)     | Маккабі Шаараїм             | не проводився               |
| 2017-18 | «Маккабі» Тель-Авів     | Хапоель (Афула)             | не проводився               |
| 2018-19 | «Маккабі» Тель-Авів     | Хапоель Катамон Єрусалим    | не проводився               |
| 2019-20 | «Бейтар»                | Хапоель (Рамат-Ган)         | не проводився               |
| 2020    | «Маккабі» Тель-Авів     | Хапоель (Ноф-га-Галіль)     | не проводився               |
| 2021    | «Маккабі» Хайфа         | «Бейтар» Тель-Авів Рамла    | не проводився               |
| 2022-23 | «Маккабі» Нетанья       | «Хапоель» Рішон-ле-Ціон     | не проводився               |
| 2023-24 | «Маккабі» Тель-Авів     | Іроні Тверія                | не проводився               |
| 2024-25 | «Маккабі» Тель-Авів     | Хапоель (Тель-Авів)         | не проводився               |